# Cooperatives Europe

Cooperatives Europe Logo

Cooperatives Europe ist der Dachverband der europäischen Genossenschaftsorganisationen und vertritt die Interessen von etwa 180.000 Genossenschaften mit 141,5 Millionen Mitgliedern und 4,7 Millionen Beschäftigten. Dem Verein mit Sitz in Brüssel gehören 84 Mitgliederorganisationen (nationale Dach- und Sektorenorganisationen sowie bedeutende europäische Genossenschaften) aus 34 europäischen Ländern an. Er ist gleichzeitig der europäische Arm des Internationalen Genossenschaftsbundes ICA.
Der Verband versteht sich als Stimme und Fürsprecher des genossenschaftlichen Geschäftsmodells in Europa, insbesondere gegenüber den EU-Institutionen. Die Aktivitäten umfassen insbesondere Stellungnahmen zu zentralen genossenschaftlichen Fragen, wie z. B. Genossenschaftsrecht, Finanzierung, Bekanntmachung des Geschäftsmodells, insbesondere in der Ausbildung, neue genossenschaftliche Formen (z. B. erneuerbare Energien), aber auch zu speziellen Themen, wie Rechnungslegungsvorschriften oder Genossenschaften und Corporate Social Responsibility.
Die praxisnahe politische Positionierung bei Cooperatives Europe setzt den fachlichen Austausch zwischen den nationalen Genossenschaftsorganisationen und den Sektoren voraus. Hierzu werden Arbeitsgruppen einberufen, wie beispielsweise zu den Themen Rechnungslegung, Steuern oder Genossenschaftsrecht.
Wie in Deutschland, wurden auch in etlichen anderen EU-Ländern Energiegenossenschaften gegründet. Aber auch für die etablierten genossenschaftlichen Branchen stellen sich viele Fragen zur Energiewende. Deshalb wurde vor einigen Jahren eine Arbeitsgruppe für Energie und Umwelt ins Leben gerufen. Diese Arbeitsgruppe hat maßgeblich auch den neuen europäischen Sektorenverband für Energiegenossenschaften REScoop bei der Gründung unterstützt.
Die Abstimmung der politischen Positionen – vor allem auch mit den Sektorenverbänden – erfolgt in einem eigenen Gremium, dem EU-Coordination-Committee.

## Geschichte
Die Gründung erfolgte am 7. März 2006 als Non-Profit-Organisation nach belgischem Recht. Im Rahmen der ersten Generalversammlung am 11. November 2006 in Manchester wurden Dame Pauline Green und Etienne Pflimlin ins Präsidium der Organisation gewählt. Seit 2013 ist Dirk J. Lehnhoff, Vorstandsmitglied des deutschen genossenschaftlichen Dachverbands DGRV, Präsident von Cooperatives Europe.
Seit 2012 arbeitet Cooperatives Europe in der Arbeitsgruppe der Europäischen Kommission zur Internationalen Entwicklungszusammenarbeit, DG DevCo., mit. In diesem Zusammenhang hat Cooperatives Europe zahlreiche Veranstaltungen zur Internationalen Zusammenarbeit (mit-)organisiert, so bspw. die Tagung „Cooperatives and Sustainable Development: Challenges for the Post-2015 Agenda“. Cooperatives Europe war zudem Partnerorganisation des „European Year for Development (EYD 2015)“.
Mit Blick auf die Nachwuchsgewinnung und -förderung bei Genossenschaften wurde ein europäisches Netzwerk von jungen Genossenschaftsmitarbeitern gegründet, das Young Cooperators Network. Ein wesentliches Anliegen dieser internationalen Austauschplattform ist es, Impulse von jüngeren Generationen für die eigenen etablierten Organisationen zu erhalten.
Anlässlich des 10. Jubiläums hat Cooperatives Europe im April 2016 den Bericht „The Power of Cooperation – Cooperative Europe Key Figures 2015“ veröffentlicht. Der Bericht ist das Ergebnis einer Erhebung, die in den letzten 18 Monaten unter den Cooperatives Europe-Mitgliedern  durchgeführt wurde. Befragt wurden 40 Genossenschaftsexperten aus 34 europäischen Ländern. Der Bericht verdeutlicht die große Bedeutung von Genossenschaften in ganz Europa. Die aktuellen  Zahlen und Fakten zu Genossenschaften der einzelnen Branchen und Länder sollen die Interessenvertretung für Genossenschaften in Europa unterstützen. Zu diesem Zweck arbeitet der Bericht vor allem die Stärken und Möglichkeiten der europäischen Genossenschaften heraus.

## Organisation
Das Tagesgeschäft wird aus der Geschäftsstelle in Brüssel geführt. Geschäftsführerin ist seit Juni 2016 Agnès Mathis. Grundlegende strategische Entscheidungen werden von der Generalversammlung getroffen, die mindestens einmal jährlich tagt. Die Generalversammlung wählt zudem den Vorstand, der für die Umsetzung und Implementierung der strategischen Entscheidungen zuständig ist, sowie einen Präsidenten, der zugleich Vizepräsident für Europa des Internationalen Genossenschaftsbundes ICA ist.
(Co-)Präsidenten seit Gründung
- Pauline Green (2006–2009) und Etienne Pflimlin (2006–2010)
- Etienne Pflimlin und Felice Scalvini (2010–2013)
- Dirk J. Lehnhoff (2013–2017)
- Jean-Louis Bancel (2017–2021)
- Susanne Westhausen (2021 – 2024)
- Petar Stefanov (2024 - im Amt)